# Bayerische R 3/3
| R 3/3 (Bayern) DR-Baureihe 897–8 ÖBB 789 PKP TKh101 | R 3/3 (Bayern) DR-Baureihe 897–8 ÖBB 789 PKP TKh101                                      | R 3/3 (Bayern) DR-Baureihe 897–8 ÖBB 789 PKP TKh101                                      | R 3/3 (Bayern) DR-Baureihe 897–8 ÖBB 789 PKP TKh101                                      |
| --------------------------------------------------- | ---------------------------------------------------------------------------------------- | ---------------------------------------------------------------------------------------- | ---------------------------------------------------------------------------------------- |
|                                                     |                                                                                          |                                                                                          |                                                                                          |
| Nummerierung:                                       | 2473–2487 DR 89 701–714                                                                  | 2488–2490 DR 89 715–717                                                                  | 4701–4790 DR 89 801–890                                                                  |
| Anzahl:                                             | 15                                                                                       | 3                                                                                        | 90                                                                                       |
| Hersteller:                                         | Krauss                                                                                   | Krauss                                                                                   | Krauss                                                                                   |
| Baujahre:                                           | 1906, 1913                                                                               | 1906, 1913                                                                               | 1921–1923                                                                                |
| Ausmusterung:                                       | 1964                                                                                     | 1964                                                                                     | 1964                                                                                     |
| Bauart:                                             | C n2                                                                                     | C n2                                                                                     | C n2                                                                                     |
| Gattung:                                            | Gt 33.15                                                                                 | Gt 33.15                                                                                 | Gt 33.16                                                                                 |
| Spurweite:                                          | 1.435 mm                                                                                 | 1.435 mm                                                                                 | 1.435 mm                                                                                 |
| Länge über Puffer:                                  | 9.410 mm                                                                                 | 9.450 mm                                                                                 | 9.974 mm                                                                                 |
| Dienstmasse:                                        | 44,8 t                                                                                   | 45,3 t                                                                                   | 47,6 t                                                                                   |
| Reibungsmasse:                                      | 44,8 t                                                                                   | 45,3 t                                                                                   | 47,6 t                                                                                   |
| Radsatzfahrmasse:                                   | 14,9 t                                                                                   | 15,1 t                                                                                   | 15,9 t                                                                                   |
| Höchstgeschwindigkeit:                              | 45 km/h                                                                                  | 45 km/h                                                                                  | 45 km/h                                                                                  |
| Indizierte Leistung:                                | 315 kW                                                                                   | 315 kW                                                                                   | 315 kW                                                                                   |
| Durchmesser Treibrad:                               | 1.216 mm                                                                                 | 1.216 mm                                                                                 | 1.216 mm                                                                                 |
| Anzahl Zylinder:                                    | 2                                                                                        | 2                                                                                        | 2                                                                                        |
| Zylinderdurchmesser:                                | 420 mm                                                                                   | 420 mm                                                                                   | 420 mm                                                                                   |
| Kolbenhub:                                          | 610 mm                                                                                   | 610 mm                                                                                   | 610 mm                                                                                   |
| Überdruck Kessel:                                   | 12 bar                                                                                   | 12 bar                                                                                   | 12 bar                                                                                   |
| Rostfläche:                                         | 1,61 m²                                                                                  | 1,61 m²                                                                                  | 1,61 m²                                                                                  |
| Verdampfungsheizfläche:                             | 89,60 m²                                                                                 | 89,60 m²                                                                                 | 89,60 m²                                                                                 |
| Lokbremse:                                          | Handbremse als Extersche Wurfhebelbremse, einseitig auf alle Radsätze von hinten wirkend | Handbremse als Extersche Wurfhebelbremse, einseitig auf alle Radsätze von hinten wirkend | Handbremse als Extersche Wurfhebelbremse, einseitig auf alle Radsätze von hinten wirkend |

Die R 3/3 der Königlich Bayerischen Staatsbahn waren laufachsenlose Tenderlokomotiven für den Güterverkehr mit drei Kuppelachsen. Die Maschinen waren nahezu baugleich mit der vor 1906 beschafften Gattung D IIII. Von den vor dem Ersten Weltkrieg gelieferten Maschinen kam eine zu den PKP (als TKh101), die anderen 17 wurden von der Deutschen Reichsbahn als Baureihe 897 in ihren Nummernplan aufgenommen.

In der letzten Phase der Dampflokentwicklung in Bayern wurde der Lokomotivbestand in der Ausrichtung auf Leistung und Wirtschaftlichkeit modernisiert. Ganz besonders bewährte Loktypen wurden auch nach der Einsetzung des Vereinheitlichungsausschusses (Engeren Ausschusses für Lokomotiven zur Vereinheitlichung von Lokomotiven) 1921 noch nachgebaut, dazu gehörte auch die Reihe der R 3/3.
Die 90 Fahrzeuge der ab 1921 gelieferten zweiten Bauserie kamen alle zur Deutschen Reichsbahn, die sie als Baureihe 898 in ihren Nummernplan aufnahm. 86 Exemplare waren auch noch nach dem Zweiten Weltkrieg bei der Deutschen Bundesbahn im Einsatz. Die letzte wurde erst 1960 aus dem Dienst genommen.
Die 89 835, 837 und 851 verblieben nach dem Zweiten Weltkrieg in Österreich. Die ÖBB übernahmen sie in die Reihe 789 und zeichnete sie unter Beibehaltung der Ordnungsnummern entsprechend um. Die 789.835 und 837 wurden 1956 als Werksloks verkauft, die 789.851 wurde 1957 ausgemustert. Schließlich kehrte die 789.837 nach Bayern zurück und befindet sich heute in der Fahrzeugsammlung des Bayerischen Eisenbahnmuseums in Nördlingen.
Die 89 801 (ex kgl. bayr. Stsb. 4701) gehört zum Bestand des DB-Museums. Sie wurde beim Großbrand am 17. Oktober 2005 in Nürnberg-Gostenhof beschädigt und wurde im DB Museum in Koblenz-Lützel, einer Zweigstelle des Verkehrsmuseums in Nürnberg, wieder aufgearbeitet.

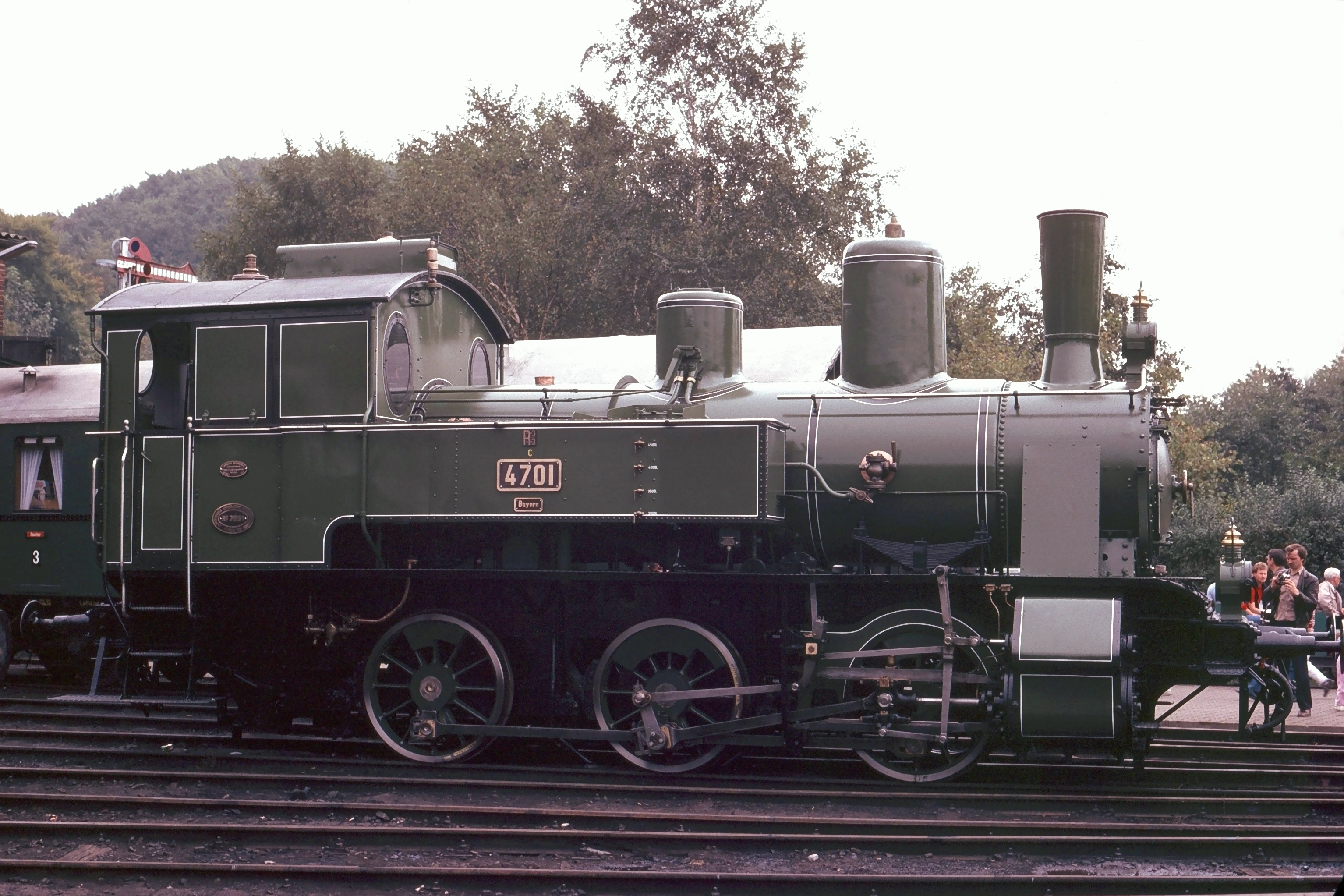
R 3/3 4701, spätere 89 801 in Bochum-Dahlhausen (1985)
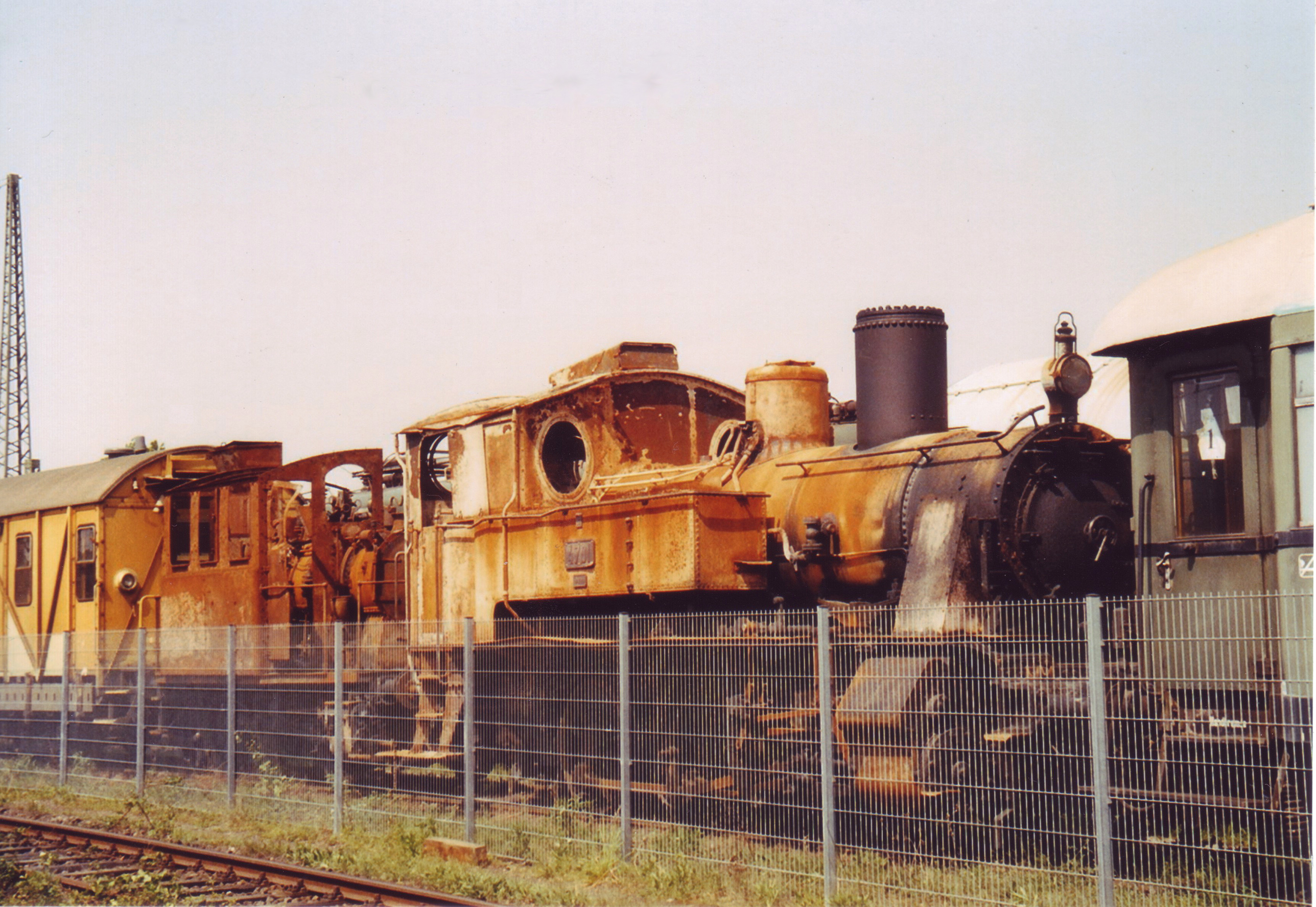
Vom Feuer zerstörte Bayerische R 3/3 im Jahr 2006
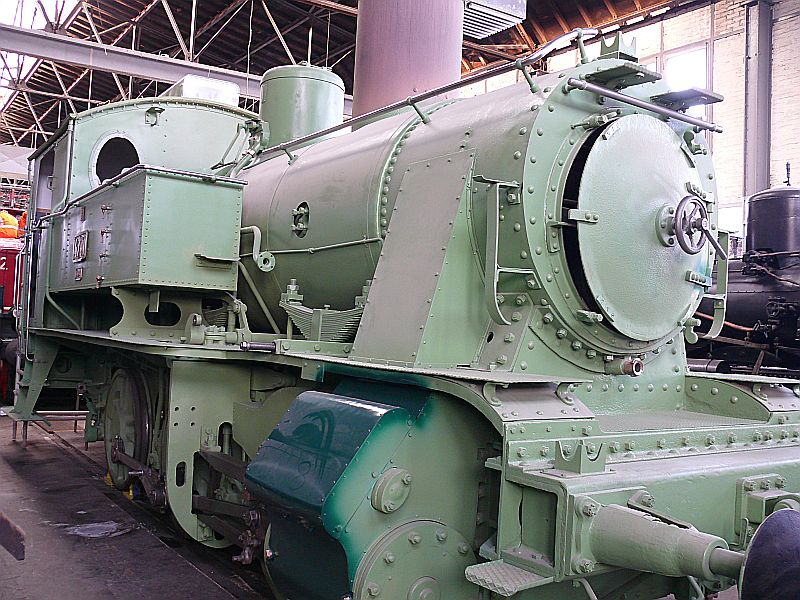
Bayerische R 3/3 bei der Aufarbeitung 2008